# Norbert (película)
Norbert es una película animada española-argentina de comedia, espionaje y aventuras de 2024, escrita y dirigida por José Corral Llorente. Tuvo su estreno mundial el 9 de noviembre de 2024 en el Festival de Cine Europeo de Sevilla, y se estrenó en cines españoles el 17 de enero de 2025, con distribución de Buena Vista International España.

## Trama
Norbert es un espía incompetente en una nación gris, burocrática y triste. Sus gobernantes sueñan con conquistar a su colorido vecino, un pequeño y alegre país donde todo funciona al revés en un caos total y absurdo, algo que hace terriblemente felices a sus habitantes. A pesar de su total inutilidad, Norbert se convertirá en una pieza clave para desbaratar los planes de su propio gobierno. Acompañado de sus estrafalarios compañeros, compartirá aventuras, diversión y peligros en un intento por salvar Colorlandia y, sobre todo, en la búsqueda de su propia felicidad.

## Producción
En mayo de 2023, durante el Festival de Cine de Cannes, la productora Capitán Araña cerró un acuerdo de ventas internacionales con la distribuidora canadiense Pink Parrot Media para la película de animación Norberto. La película también fue seleccionada para el Weird Market de 2023 en Valencia, y para el primer Film Financing Market del Festival de Sitges en 2023.

## Lanzamiento y marketing
En agosto de 2024, Buena Vista International España anunció que Norbert se estrenaría en cines españoles el 17 de enero de 2025. En noviembre de 2024, Buena Vista lanzó el tráiler de la película. El 9 de noviembre de 2024, la película tuvo su estreno mundial en el Festival de Cine Europeo de Sevilla.